# F3 tedesca 2010
La Formula 3 tedesca 2010 è stata la 36ª stagione del campionato tedesco di Formula 3. La stagione consta di nove appuntamenti, per un totale di 18 gare. Il tedesco Riccardo Brutschin si è aggiudicato il titolo per la categoria Trophy con largo anticipo, mentre il campionato principale si è deciso solo all'ultima gara disputata a Oschersleben, con Tom Dillmann che ha preceduto in classifica Daniel Abt.

## Piloti e team
| Team                       | Telaio                      | No | Pilota             | Classe | Status | Gare     |
| -------------------------- | --------------------------- | -- | ------------------ | ------ | ------ | -------- |
| Van Amersfoort Racing      | Dallara F306- Volkswagen    | 1  | Stef Dusseldorp    | C      |        | Tutte    |
| Van Amersfoort Racing      | Dallara F306- Volkswagen    | 2  | Daniel Abt         | C      | R      | Tutte    |
| Van Amersfoort Racing      | Dallara F305-Volkswagen     | 7  | Willi Steindl      | C      |        | Tutte    |
| Performance Racing         | Dallara F305-Volkswagen     | 5  | Alon Day           | C      | R      | Tutte    |
| Performance Racing         | Dallara F305-Volkswagen     | 6  | Felix Rosenqvist   | C      | R      | Tutte    |
| Jo Zeller Racing           | Dallara F306- Mercedes      | 8  | Sandro Zeller      | C      | R      | 1–5, 7–9 |
| Jo Zeller Racing           | Dallara F305- Mercedes      | 9  | Nigel Melker       | C      |        | 9        |
| HS Technik                 | Dallara F305- Volkswagen    | 10 | Tom Dillmann       | C      |        | Tutte    |
| HS Technik                 | Dallara F306-Volkswagen     | 11 | Kevin Friesacher   | C      | R      | 1        |
| Racing Experience          | Dallara F305-Mercedes       | 15 | Gary Hauser        | C      |        | Tutte    |
| Racing Experience          | Dallara F306-Mercedes       | 16 | Philip Forsman     | C      |        | 2        |
| Brandl Motorsport          | Dallara F306-Mercedes       | 17 | Markus Pommer      | C      |        | Tutte    |
| Brandl Motorsport          | Dallara F305- Mercedes      | 18 | Marco Sørensen     | C      | R      | 1–3, 8   |
| Brandl Motorsport          | Dallara F305- Mercedes      | 18 | Bernd Herndlhofer  | C      | R      | 6–7, 9   |
| Motopark Academy           | Dallara F306-Volkswagen     | 20 | Kevin Magnussen    | C      | R      | Tutte    |
| Motopark Academy           | Dallara F305- Volkswagen    | 21 | Luís Felipe Derani | C      | R      | Tutte    |
| Motopark Academy           | Dallara F305- Volkswagen    | 22 | Jimmy Eriksson     | C      | R      | Tutte    |
| Motopark Academy           | Dallara F305- Volkswagen    | 23 | René Binder        | C      | R      | Tutte    |
| URD Rennsport              | Dallara F306- Mercedes      | 24 | Klaus Bachler      | C      | R      | 9        |
| URD Rennsport              | Dallara F306- Mercedes      | 25 | Nico Monien        | C      |        | 3        |
| China Sonangol             | Dallara F305- Volkswagen    | 26 | Luís Sá Silva      | C      | R      | 1–3      |
| Kleveros Racing            | Dallara F305- Volkswagen    | 26 | Kevin Kleveros     | C      | R      | 8        |
| Max Travin Racing Team     | Dallara F306- OPC Challenge | 30 | Nicolay Martsenko  | C      |        | Tutte    |
| Max Travin Racing Team     | Dallara F303-OPC Challenge  | 60 | Maxim Travin       | T      |        | Tutte    |
| Stromos ArtLine            | Dallara F305- OPC Challenge | 33 | Riccardo Brutschin | C      | R      | 9        |
| Stromos ArtLine            | ArtTech F24- OPC Challenge  | 50 | Aleksi Tuukkanen   | T      | R      | 1–4      |
| Stromos ArtLine            | ArtTech F24- OPC Challenge  | 50 | Daniel Aho         | T      | R      | 5–7      |
| Stromos ArtLine            | ArtTech F24- OPC Challenge  | 51 | Alexey Karachev    | T      | R      | Tutte    |
| Stromos ArtLine            | ArtTech F24- OPC Challenge  | 63 | Riccardo Brutschin | T      | R      | 1–8      |
| Stromos ArtLine            | ArtTech F24- OPC Challenge  | 63 | Mikhail Aleshin    | T      | R      | 9        |
| Rhino's Leipert Motorsport | Dallara F304- Opel          | 55 | Luca Iannaccone    | T      |        | Tutte    |
| Sandberg Motorsport        | Dallara F302- Opel          | 61 | Aki Sandberg       | T      |        | Tutte    |

| Icona | Classe     |
| ----- | ---------- |
| C     | Cup        |
| T     | Trophy     |
| Icona | Status     |
| R     | Esordiente |

- I piloti ospiti sono segnati in corsivo.

## Risultati e classifiche

### Risultati
| Gara | Gara | Circuito             | Pole Position    | Giro più veloce | Vincitore        | Vettura            | Team                  |
| ---- | ---- | -------------------- | ---------------- | --------------- | ---------------- | ------------------ | --------------------- |
| 1    | G1   | Oschersleben         | Daniel Abt       | Daniel Abt      | Kevin Magnussen  | Dallara-Volkswagen | Motopark Academy      |
| 1    | G2   | Oschersleben         | Tom Dillmann     | Tom Dillmann    | Stef Dusseldorp  | Dallara-Volkswagen | Van Amersfoort Racing |
| 2    | G1   | Sachsenring          | Tom Dillmann     | Tom Dillmann    | Tom Dillmann     | Dallara-Volkswagen | HS Technik            |
| 2    | G2   | Sachsenring          | Stef Dusseldorp  | Stef Dusseldorp | Tom Dillmann     | Dallara-Volkswagen | HS Technik            |
| 3    | G1   | Hockenheim           | Daniel Abt       | Daniel Abt      | Nico Monien      | Dallara-Mercedes   | URD Rennsport         |
| 3    | G2   | Hockenheim           | Tom Dillmann     | Tom Dillmann    | Tom Dillmann     | Dallara-Volkswagen | HS Technik            |
| 4    | G1   | TT Circuit Assen     | Daniel Abt       | Tom Dillmann    | Felix Rosenqvist | Dallara-Volkswagen | Performance Racing    |
| 4    | G2   | TT Circuit Assen     | Daniel Abt       | Daniel Abt      | Daniel Abt       | Dallara-Volkswagen | Van Amersfoort Racing |
| 5    | G1   | Nürburgring          | Daniel Abt       | Tom Dillmann    | Tom Dillmann     | Dallara-Volkswagen | HS Technik            |
| 5    | G2   | Nürburgring          | Tom Dillmann     | Tom Dillmann    | Tom Dillmann     | Dallara-Volkswagen | HS Technik            |
| 6    | G1   | TT Circuit Assen     | Stef Dusseldorp  | Stef Dusseldorp | Stef Dusseldorp  | Dallara-Volkswagen | Van Amersfoort Racing |
| 6    | G2   | TT Circuit Assen     | Felix Rosenqvist | Tom Dillmann    | Felix Rosenqvist | Dallara-Volkswagen | Performance Racing    |
| 7    | G1   | EuroSpeedway Lausitz | Daniel Abt       | Stef Dusseldorp | Kevin Magnussen  | Dallara-Volkswagen | Motopark Academy      |
| 7    | G2   | EuroSpeedway Lausitz | Tom Dillmann     | Daniel Abt      | Jimmy Eriksson   | Dallara-Volkswagen | Motopark Academy      |
| 8    | G1   | Nürburgring          | Marco Sørensen   | Tom Dillmann    | Kevin Magnussen  | Dallara-Volkswagen | Motopark Academy      |
| 8    | G2   | Nürburgring          | Tom Dillmann     | Tom Dillmann    | Tom Dillmann     | Dallara-Volkswagen | HS Technik            |
| 9    | G1   | Oschersleben         | Stef Dusseldorp  | Daniel Abt      | Daniel Abt       | Dallara-Volkswagen | Van Amersfoort Racing |
| 9    | G2   | Oschersleben         | Tom Dillmann     | Tom Dillmann    | Willi Steindl    | Dallara-Volkswagen | Van Amersfoort Racing |

### Classifica piloti
I punti sono assegnati secondo lo schema seguente:
| Sistema di punteggio | Sistema di punteggio | Sistema di punteggio | Sistema di punteggio | Sistema di punteggio | Sistema di punteggio | Sistema di punteggio | Sistema di punteggio | Sistema di punteggio | Sistema di punteggio | Sistema di punteggio |
| Posizione            | 1°                   | 2°                   | 3°                   | 4°                   | 5°                   | 6°                   | 7°                   | 8°                   | PP                   | GPV                  |
| -------------------- | -------------------- | -------------------- | -------------------- | -------------------- | -------------------- | -------------------- | -------------------- | -------------------- | -------------------- | -------------------- |
| Punti                | 10                   | 8                    | 6                    | 5                    | 4                    | 3                    | 2                    | 1                    | 1                    | 1                    |

| Pos                                      | Pilota             | OSC | OSC | SAC | SAC | HOC | HOC | ASS | ASS | NÜR | NÜR | ASS | ASS | LAU | LAU | NÜR | NÜR | OSC | OSC | Punti |
| ---------------------------------------- | ------------------ | --- | --- | --- | --- | --- | --- | --- | --- | --- | --- | --- | --- | --- | --- | --- | --- | --- | --- | ----- |
| 1                                        | Tom Dillmann       | 3   | 7   | 1   | 1   | 3   | 1   | 8   | 4   | 1   | 1   | 4   | 5   | 5   | 8   | 9   | 1   | 2   | 19  | 120   |
| 2                                        | Daniel Abt         | 2   | 3   | 4   | 2   | 5   | 3   | 2   | 1   | 5   | 3   | 10  | 15  | 4   | 4   | 2   | 2   | 1   | 16  | 112   |
| 3                                        | Kevin Magnussen    | 1   | 2   | 5   | 3   | 2   | 5   | 7   | 5   | Rit | 7   | 2   | 4   | 1   | 9   | 1   | 5   | 4   | 3   | 96    |
| 4                                        | Stef Dusseldorp    | 4   | 1   | 3   | 17  | Rit | 2   | 3   | 3   | Rit | 4   | 1   | Rit | 3   | 6   | 4   | 3   | 3   | NP  | 88    |
| 5                                        | Felix Rosenqvist   | Rit | 11  | 2   | Rit | Rit | 8   | 1   | 2   | 2   | 2   | 6   | 1   | 8   | 2   | 5   | 4   | 11  | 2   | 83    |
| 6                                        | Jimmy Eriksson     | 8   | 4   | Rit | 6   | 6   | 7   | 10  | 11  | 7   | 9   | 3   | 9   | 2   | 1   | Rit | 6   | Rit | NP  | 43    |
| 7                                        | Willi Steindl      | 7   | 9   | 7   | 7   | NP  | 12  | 5   | 6   | 3   | 5   | Rit | 8   | 6   | 18  | 7   | 8   | 7   | 1   | 43    |
| 8                                        | Markus Pommer      | 5   | 6   | 10  | 8   | 8   | Rit | 6   | 7   | 6   | 8   | 7   | 2   | 20  | 3   | 11  | 13  | 6   | 7   | 40    |
| 9                                        | Alon Day           | 13  | 10  | 11  | 10  | 10  | 4   | 4   | 12  | 8   | 6   | Rit | 7   | 10  | 5   | 8   | 7   | 8   | 9   | 26    |
| 10                                       | Luís Felipe Derani | 16  | 8   | 9   | 9   | 4   | 6   | Rit | 10  | Rit | 11  | 5   | 12  | 7   | SQ  | Rit | 9   | 9   | 4   | 20    |
| 11                                       | Marco Sørensen     | 20  | 5   | 21  | 4   | 7   | 10  |     |     |     |     |     |     |     |     | 3   | 12  |     |     | 18    |
| 12                                       | René Binder        | 10  | Rit | 13  | 12  | 12  | 14  | 12  | Rit | 4   | 10  | 8   | 3   | 16  | 16  | Rit | 16  | Rit | 13  | 12    |
| 13                                       | Gary Hauser        | 6   | Ret | 6   | 5   | Rit | 15  | 9   | 9   | 11  | 17  | 12  | 10  | 9   | 7   | 10  | NP  | 15  | NP  | 12    |
| 14                                       | Nico Monien        |     |     |     |     | 1   | 16  |     |     |     |     |     |     |     |     |     |     |     |     | 10    |
| 15                                       | Klaus Bachler      |     |     |     |     |     |     |     |     |     |     |     |     |     |     |     |     | 5   | 5   | 8     |
| 16                                       | Bernd Herndlhofer  |     |     |     |     |     |     |     |     |     |     | 9   | 6   | 12  | Rit |     |     | 10  | NP  | 3     |
| 17                                       | Sandro Zeller      | 14  | Rit | 20  | Rit | 11  | Rit | 14  | 8   | 14  | 13  |     |     | 14  | 12  | 16  | 11  | 16  | 8   | 3     |
| 18                                       | Nicolay Martsenko  | 11  | Rit | 8   | 11  | 9   | 11  | 11  | Rit | 10  | 12  | 11  | 11  | 11  | 11  | 12  | 10  | 13  | 10  | 1     |
| 19                                       | Luís Sá Silva      | 12  | Rit | 14  | 19  | NP  | 9   |     |     |     |     |     |     |     |     |     |     |     |     | 0     |
| 20                                       | Kevin Friesacher   | 9   | 12  |     |     |     |     |     |     |     |     |     |     |     |     |     |     |     |     | 0     |
| 21                                       | Riccardo Brutschin |     |     |     |     |     |     |     |     |     |     |     |     |     |     |     |     | 12  | 12  | 0     |
| 22                                       | Philip Forsman     |     |     | 12  | 13  |     |     |     |     |     |     |     |     |     |     |     |     |     |     | 0     |
| Piloti ospiti non eleggibili per i punti |                    |     |     |     |     |     |     |     |     |     |     |     |     |     |     |     |     |     |     |       |
|                                          | Kevin Kleveros     |     |     |     |     |     |     |     |     |     |     |     |     |     |     | 6   | 15  |     |     | 0     |
|                                          | Nigel Melker       |     |     |     |     |     |     |     |     |     |     |     |     |     |     |     |     | 21  | 6   | 0     |
| Trophy                                   |                    |     |     |     |     |     |     |     |     |     |     |     |     |     |     |     |     |     |     |       |
| 1                                        | Riccardo Brutschin | 15  | 14  | 15  | 14  | 15  | 13  | 13  | 13  | 9   | 14  | 13  | 14  | NP  | 10  | 13  | 14  |     |     | 142   |
| 2                                        | Alexey Karachev    | 17  | 16  | 16  | 16  | 14  | 18  | 16  | 15  | 13  | 16  | 15  | 16  | 18  | 13  | 14  | 17  | 20  | 14  | 121   |
| 3                                        | Aki Sandberg       | 18  | 15  | 17  | 18  | 17  | 20  | Rit | 17  | 16  | 18  | 16  | 18  | 17  | 14  | 17  | 19  | 17  | 15  | 93    |
| 4                                        | Maxim Travin       | 19  | 17  | 18  | NP  | 16  | 19  | 17  | 16  | 15  | 19  | Rit | 17  | 15  | 15  | 15  | 18  | 18  | 17  | 87    |
| 5                                        | Luca Iannaccone    | NP  | NP  | 22  | 20  | 18  | 21  | 18  | 18  | 17  | 20  | 17  | NC  | 19  | 17  | 18  | 20  | 19  | 18  | 57    |
| 6                                        | Aleksi Tuukkanen   | Rit | 13  | 19  | 15  | 13  | 17  | 15  | 14  |     |     |     |     |     |     |     |     |     |     | 56    |
| 7                                        | Daniel Aho         |     |     |     |     |     |     |     |     | 12  | 15  | 14  | 13  | 13  | SQ  |     |     |     |     | 44    |
| Piloti ospiti non eleggibili per i punti |                    |     |     |     |     |     |     |     |     |     |     |     |     |     |     |     |     |     |     |       |
|                                          | Mikhail Aleshin    |     |     |     |     |     |     |     |     |     |     |     |     |     |     |     |     | 14  | 11  | 0     |
| Pos                                      | Pilota             | OSC | OSC | SAC | SAC | HOC | HOC | ASS | ASS | NÜR | NÜR | ASS | ASS | LAU | LAU | NÜR | NÜR | OSC | OSC | Pts   |

| Colore  | Risultato             |
| ------- | --------------------- |
| Oro     | Vincitore             |
| Argento | 2º posto              |
| Bronzo  | 3º posto              |
| Verde   | Finito a punti        |
| Blu     | Finito senza punti    |
| Viola   | Ritirato (Rit)        |
| Viola   | Non classificato (NC) |
| Rosso   | Non qualificato (NQ)  |
| Nero    | Squalificato (SQ)     |
| Bianco  | Non partito (NP)      |
| Bianco  | Non ha gareggiato     |
| Bianco  | Infortunato (INF)     |
| Bianco  | Escluso (ES)          |
| Bianco  | Gara cancellata (C)   |